# Мікрохвильовий слуховий ефект

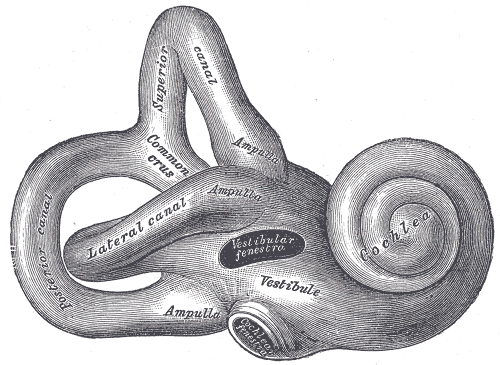
Внутрішнє вухо людини

Мікрохвильовий слуховий ефект або ефект Фрея — ефект, що полягає в сприйнятті мікрохвильового випромінювання органами слуху. Мікрохвильове випромінювання сприймається безпосередньо органами слуху всередині черепа людини без використання додаткових радіовимірювальних приладів.

## Опис
Про слухове сприйняття мікрохвильового випромінювання відомо з часів Другої світової війни, коли його стали помічати поблизу радарів. У роки холодної війни це явище було описане американським нейрофізіологом Аланом Фреєм (англ. Allan H. Frey) — його робота була опублікована в 1962 році в журналі «Journal of Applied Physiology». Як виявилося, при впливі імпульсного або модульованого мікрохвильового випромінювання відбувається його поглинання тканинами внутрішнього вуха, що супроводжується їх термічним розширенням. В ході цього процесу виникають ударні хвилі, які сприймаються людиною як звук.
При відповідному виборі модулюючого сигналу існує можливість передавати людині інформацію у вигляді окремих слів, фраз і інших звуків. Гучність сприйманого звуку можна змінювати. Залежно від параметрів мікрохвильового випромінювання створюваний в голові звук може дратувати, викликати нудоту і навіть виводити з ладу, оскільки можливе пошкодження головного мозку внаслідок теплових впливів випромінювання. Поряд з цим, акустична травма відсутня, тому що барабанна перетинка в процесі участі ніяк не бере.

## Застосування
Мікрохвильовий слуховий ефект має потенційне застосування в слухових апаратах, для бездротової передачі інформації, а також при створенні нелетальної зброї. Дослідження і можливість застосування обмежені потенційною шкідливістю мікрохвильового випромінювання.
У 2008 році американська компанія Sierra Nevada на базі мікрохвильового слухового ефекту розробила систему під назвою MEDUSA (від англ. Mob Excess Deterrent Using Silent Audio — засіб стримування ексцесів натовпу із застосуванням нечутного звуку), яка дозволяє генерувати в голові «цілі» гучний «крик», дестабілізуючий її психологічний стан.